# Großer Preis von Belgien 1965
Der Große Preis von Belgien 1965 (offiziell XXV Grand Prix de Belgique) fand am 13. Juni auf dem Circuit de Spa-Francorchamps in Spa statt und war das dritte Rennen der Automobil-Weltmeisterschaft 1965. Der Grand Prix hatte auch den FIA-Ehrentitel Großer Preis von Europa.

## Berichte

### Hintergrund

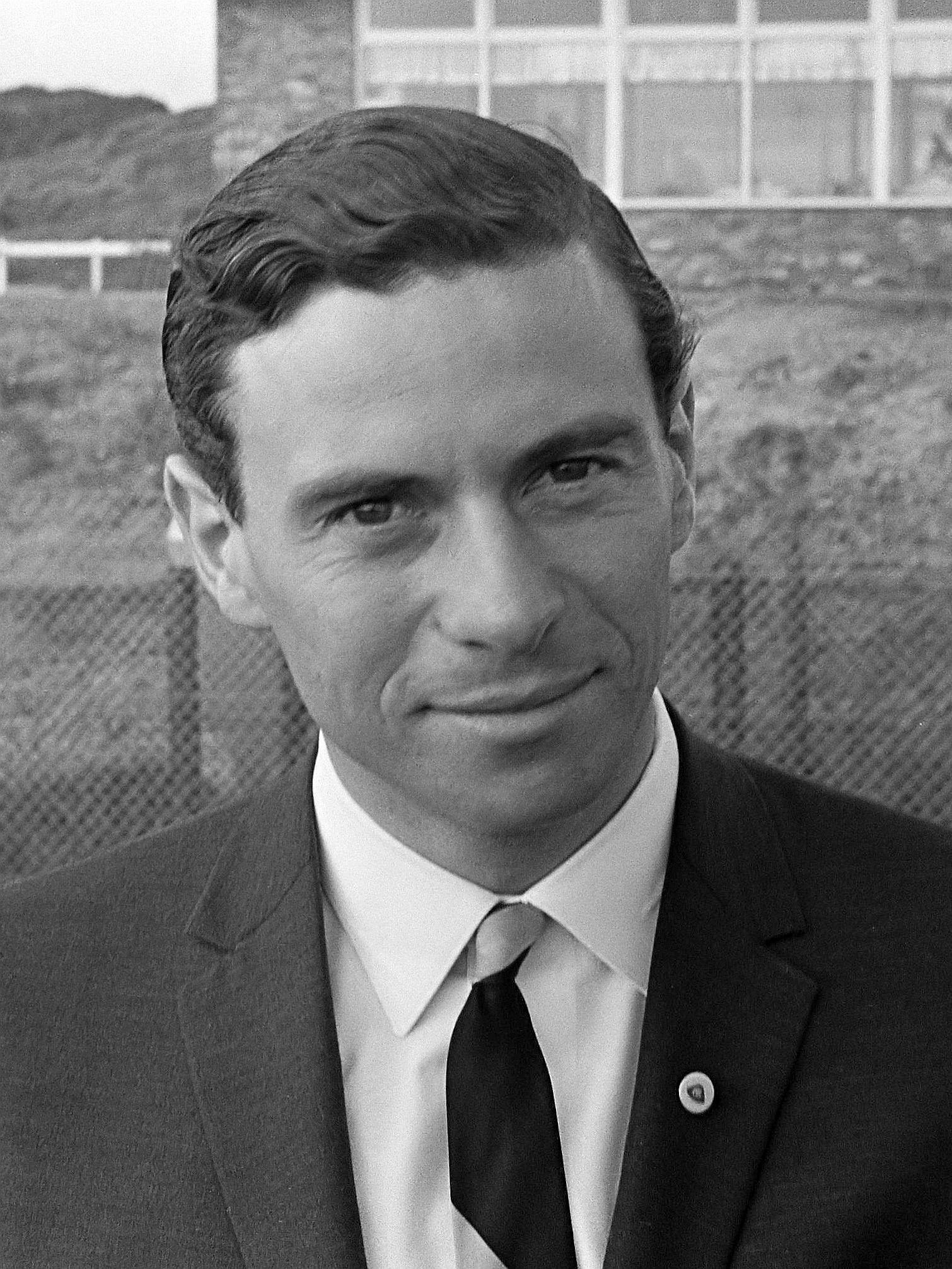
Jim Clark siegt zum vierten Mal in Folge beim Großen Preis von Belgien

Nach einem Rennen Pause kehrte Lotus zurück in die Automobil-Weltmeisterschaft und fuhr den Rest der Saison weiterhin mit Jim Clark und Mike Spence. Für Clark waren zwei Fahrzeuge gemeldet, der neue Lotus 33 und der alte Lotus 25, Clark verwendete den Lotus 33 sowohl im Training als auch im Rennen. Bei Brabham fuhr neben Jack Brabham wieder Dan Gurney als zweiter Fahrer, Denis Hulme pausierte. Der Royal Automobile Club de Belgique legte als Veranstalter fest, dass die ersten 16 Fahrzeuge der Qualifikation Startgeld erhalten. Anders als die 12 Werksteams, die das Startgeld gesichert hatten, sollten zehn Fahrer mit Kundenfahrzeugen um die verbliebenen vier Startplätze kämpfen, die vom Veranstalter bezahlt worden wären. Diese Regelung wurde später abgeändert, als alle Fahrer mit Kundenfahrzeugen das Freitagstraining boykottierten. Reg Parnell Racing bestritt das Rennen mit Richard Attwood und Innes Ireland, der sein erstes Saisonrennen fuhr und neuer Stammfahrer des Teams wurde. Die Scuderia Centro Sud meldete drei BRM P57 für Lucien Bianchi, Willy Mairesse und Masten Gregory. Für alle drei Fahrer war es die Rückkehr in die Automobil-Weltmeisterschaft nach einem Jahr Pause. Bianchi bestritt sein einziges Saisonrennen, er kehrte erst 1968 zurück. Für Gregory war es die zweite Rückkehr zur Scuderia Centro Sud, nachdem er Automobil-Weltmeisterschaft 1960 zuletzt für das Team gefahren war. Mairesse war das letzte Mal für einen Grand Prix gemeldet.
Mit Brabham und Clark nahmen zwei ehemalige Sieger am Rennen teil, Clark siegte zuvor bei diesem Grand Prix dreimal in Folge. Bei den Konstrukteuren war Ferrari viermal erfolgreich, Lotus dreimal und Cooper einmal. In der Fahrerwertung führte Clark vor Graham Hill und John Surtees, in der Konstrukteurswertung B.R.M. vor Ferrari und Lotus.

### Training
An der ersten Trainingssitzung am Freitag nahmen durch den Boykott der Teams mit Kundenfahrzeugen nur 12 Fahrer teil. Jackie Stewart auf B.R.M. setzte die erste Bestzeit, die nach einigen Runden von Honda-Fahrer Richie Ginther unterboten wurde. Daraufhin war Hill der Schnellste und er duellierte sich mit seinem Teamkollegen Stewart um die schnellste Rundenzeit. Clark ging auf die Strecke und wurde neuer Erster, musste jedoch nach einem Ölleck den Motor wechseln. Graham Hill setzte sich mit einer Zeit von 3:48,0 Minuten an die Spitze und war damit mehr als eine Sekunde schneller als die Pole-Position-Zeit des Vorjahres. Brabham ließ ebenfalls den Motor seines Wagens wechseln.
Nach dem Boykott des Trainings durch einige Teams war der Veranstalter gezwungen, die Verteilung des Startgeldes anzupassen, sodass es 18 Fahrer erhielten. Zwei weitere durften am Rennen teilnehmen, erhielten dafür aber kein Geld. Mairesse fuhr nur eine Runde in der zweiten Trainingssitzung und reiste dann von der Rennstrecke ab, um an einem Rennen auf dem Nürburgring teilzunehmen. Hill verbesserte die Bestzeit weiter und setzte sie auf 3:45,4 Minuten. Clark hatte größere technische Probleme mit seinem Lotus und fuhr daher nur wenige Runden. Er verbesserte sich auf Rang zwei hinter Hill, hatte aber zwei Sekunden Rückstand auf ihn.
Hill erzielte die zweite Pole-Position in Folge, sein Teamkollege Stewart wurde Dritter. Honda war zum ersten Mal im Training konkurrenzfähig und belegte die Startplätze vier und elf. Gurney wurde Fünfter vor Surtees und Joakim Bonnier, der im Training erneut der beste Fahrer mit Kundenfahrzeug war. Die ersten zehn wurden von Joseph Siffert, Bruce McLaren und Brabham komplettiert.

### Rennen
Den Großteil des Rennwochenendes war es bewölkt, aber trocken. Erst kurz vor dem Rennen begann es zu regnen, sodass alle Fahrer auf Regenreifen wechselten. Anderson verzichtete trotz Qualifikation auf die Rennteilnahme, da er im Training technische Probleme an seinem Wagen entdeckt hatte, die nicht rechtzeitig behoben werden konnten. Der Regen war beim Start so stark, dass die Sichtweite hinter einem vorherfahrenden Fahrzeug sehr gering war. Hill gewann den Start und führte vor Clark. Dahinter lagen Stewart und Surtees. Durch die schlechten Wetterbedingungen und die geringe Sichtweite hielten alle Fahrer bis auf Clark größere Abstände zueinander. Clark fuhr dicht hinter Hill und überholte ihn noch während der ersten Rennrunde. Daraufhin war er der schnellste Fahrer im Feld und baute sich nach kurzer Zeit einen größeren Abstand zur Konkurrenz auf. Hill wurde eine Runde später von seinem Teamkollegen Stewart überholt, danach blieben alle Fahrer weit hinter dem jeweils Vorherfahrenden, um nicht in der Gischt zu fahren.
Trotz des starken Regens gab es verhältnismäßig wenige Ausfälle. Gardner stellte seinen Brabham in der dritten Runde mit defekter Zündung ab. Surtees schied zwei Umläufe später mit Motorschaden aus. In Runde neun gaben Bucknum und Bonnier das Rennen auf, Gregory folgte in Runde zwölf mit defekter Kraftstoffpumpe. Ginther verbesserte sich durch den Ausfall von Surtees auf den vierten Platz, wurde später aber von McLaren überholt. Rindt und Gregory kamen für Reparaturen an die Box und setzten den Grand Prix anschließend im hinteren Feld fort. Nach 16 Runden hatte Clark einen Vorsprung von 43 Sekunden auf den Zweitplatzierten Stewart. McLaren holte auf Hill auf, dahinter überholte Brabham Ginther. Einige Runden später ging McLaren an Hill vorbei und auch Brabham holte auf ihn auf. Gleichzeitig wurde Brabham von Clark überrundet und verlor durch das kurze Fahren in der Gicht des Führenden viel Zeit, sodass sich Hill wieder etwas absetzte. Bucknum, der seinen Wagen auf der Strecke abgestellt hatte, wurde von Ireland zurück in die Box gefahren.
In Runde 26 ereignete sich ein schwerer Unfall. Attwood verlor die Kontrolle über seinen Lotus und drehte sich von der Strecke. Dabei traf er einen Telegrafenmast, wodurch sein Wagen in zwei Teile zerbrach und völlig ausbrannte. Attwood überlebte den Unfall leicht verletzt mit kleineren Verbrennungen. Bis zum Rennende blieben die Punkteplatzierungen unverändert. Clark wurde kurz vor Rennende langsamer, nachdem sich ein Kupplungsschaden anzudeuten schien. Das Problem löste sich aber von selbst und Clark fuhr die letzten beiden Umläufe wieder mit höherer Geschwindigkeit. Im Ziel hatte er 44 Sekunden Vorsprung auf Stewart; alle anderen Fahrer hatte er vorher überrundet. Für Clark war es der zweite Saisonsieg und der Beginn einer Serie von fünf Siegen nacheinander. Den Großen Preis von Belgien gewann er zum vierten Mal in Folge, allerdings auch das letzte Mal in seiner Karriere. Erst 1991 siegte mit Ayrton Senna erneut ein Fahrer viermal in Folge bei diesem Rennen. Stewart wurde das erste Mal in seiner Karriere Zweiter, sein bis dahin bestes Ergebnis. McLaren komplettierte das Podium auf Platz drei. Kurz vor Rennende überholte Brabham noch Graham Hill für Platz vier. Ginther erreichte das Ziel auf Platz sechs und gewann damit den ersten Punkt für Honda in der Automobil-Weltmeisterschaft. Spence verpasste die Punkteränge knapp auf Platz sieben vor Siffert, Bandini und Gurney.
In der Fahrerwertung übernahm Clark wieder die Führung vor Hill und Stewart. Auf Hill hatte er drei Punkte Vorsprung, auf Stewart bereits sieben. In der Konstrukteurswertung behielt B.R.M. den ersten Platz mit einem Zähler Vorsprung auf Lotus. Dritter mit sieben Punkten Rückstand war Ferrari.

## Meldeliste
| Team                        | Nr. | Fahrer          | Chassis      | Motor           | Reifen |
| --------------------------- | --- | --------------- | ------------ | --------------- | ------ |
| Scuderia Ferrari SpA SEFAC  | 01  | John Surtees    | Ferrari 158  | Ferrari 1.5 V8  | D      |
| Scuderia Ferrari SpA SEFAC  | 18  | Lorenzo Bandini | Ferrari 1512 | Ferrari 1.5 V12 | D      |
| Cooper Car Company          | 04  | Bruce McLaren   | Cooper T77   | Climax 1.5 V8   | D      |
| Cooper Car Company          | 05  | Jochen Rindt    | Cooper T77   | Climax 1.5 V8   | D      |
| Owen Racing Organisation    | 07  | Graham Hill     | BRM P261     | BRM 1.5 V8      | D      |
| Owen Racing Organisation    | 08  | Jackie Stewart  | BRM P261     | BRM 1.5 V8      | D      |
| Honda R&D Co.               | 10  | Richie Ginther  | Honda RA272  | Honda 1.5 V12   | G      |
| Honda R&D Co.               | 11  | Ronnie Bucknum  | Honda RA272  | Honda 1.5 V12   | G      |
| Brabham Racing Organisation | 14  | Jack Brabham    | Brabham BT11 | Climax 1.5 V8   | G      |
| Brabham Racing Organisation | 15  | Dan Gurney      | Brabham BT11 | Climax 1.5 V8   | G      |
| Team Lotus                  | 17  | Jim Clark       | Lotus 33     | Climax 1.5 V8   | D      |
| Team Lotus                  | 17  | Jim Clark       | Lotus 25     | Climax 1.5 V8   | D      |
| Team Lotus                  | 18  | Mike Spence     | Lotus 33     | Climax 1.5 V8   | D      |
| Rob Walker Racing Team      | 20  | Joakim Bonnier  | Brabham BT7  | Climax 1.5 V8   | D      |
| Rob Walker Racing Team      | 21  | Joseph Siffert  | Brabham BT11 | BRM 1.5 V8      | D      |
| Reg Parnell Racing          | 15  | Innes Ireland   | Lotus 25     | BRM 1.5 V8      | D      |
| Reg Parnell Racing          | 16  | Richard Attwood | Lotus 25     | BRM 1.5 V8      | D      |
| DW Racing Enterprises       | 24  | Bob Anderson    | Brabham BT11 | Climax 1.5 V8   | D      |
| John Willment Automobiles   | 26  | Frank Gardner   | Brabham BT11 | BRM 1.5 V8      | D      |
| Scuderia Centro Sud         | 27  | Lucien Bianchi  | BRM P57      | BRM 1.5 V8      | D      |
| Scuderia Centro Sud         | 28  | Willy Mairesse  | BRM P57      | BRM 1.5 V8      | D      |
| Scuderia Centro Sud         | 29  | Masten Gregory  | BRM P57      | BRM 1.5 V8      | D      |

Anmerkungen
1. 1 2  Jim Clark fuhr den Lotus 33 mit der Nummer 17 in den Trainingssitzungen und im Rennen.

## Klassifikationen

### Startaufstellung
| Pos. | Fahrer          | Konstrukteur   | Zeit       | Ø-Geschwindigkeit | Start |
| ---- | --------------- | -------------- | ---------- | ----------------- | ----- |
| 01   | Graham Hill     | B.R.M.         | 3:45,4     | 225,52 km/h       | 01    |
| 02   | Jim Clark       | Lotus-Climax   | 3:47,5     | 223,44 km/h       | 02    |
| 03   | Jackie Stewart  | B.R.M.         | 3:48,8     | 222,17 km/h       | 03    |
| 04   | Richie Ginther  | Honda          | 3:49,0     | 221,97 km/h       | 04    |
| 05   | Dan Gurney      | Brabham-Climax | 3:49,2     | 221,78 km/h       | 05    |
| 06   | John Surtees    | Ferrari        | 3:49,5     | 221,49 km/h       | 06    |
| 07   | Joakim Bonnier  | Brabham-Climax | 3:49,7     | 221,30 km/h       | 07    |
| 08   | Jo Siffert      | Brabham-B.R.M. | 3:50,7     | 220,34 km/h       | 08    |
| 09   | Bruce McLaren   | Cooper-Climax  | 3:51,3     | 219,77 km/h       | 09    |
| 10   | Jack Brabham    | Brabham-Climax | 3:51,5     | 219,58 km/h       | 10    |
| 11   | Ronnie Bucknum  | Honda          | 3:52,3     | 218,82 km/h       | 11    |
| 12   | Mike Spence     | Lotus-Climax   | 3:52,6     | 218,54 km/h       | 12    |
| 13   | Richard Attwood | Lotus-B.R.M.   | 3:53,2     | 217,98 km/h       | 13    |
| 14   | Jochen Rindt    | Cooper-Climax  | 3:53,3     | 217,88 km/h       | 14    |
| 15   | Lorenzo Bandini | Ferrari        | 3:54,0     | 217,23 km/h       | 15    |
| 16   | Innes Ireland   | Lotus-B.R.M.   | 3:57,4     | 214,12 km/h       | 16    |
| 17   | Lucien Bianchi  | B.R.M.         | 3:59,0     | 212,69 km/h       | 17    |
| 18   | Frank Gardner   | Brabham-B.R.M. | 3:59,4     | 212,33 km/h       | 18    |
| 19   | Bob Anderson    | Brabham-Climax | 3:59,8     | 209,36 km/h       | –     |
| 20   | Masten Gregory  | B.R.M.         | 4:02,8     | 209,36 km/h       | 19    |
| 21   | Willy Mairesse  | B.R.M.         | keine Zeit | –                 | –     |

### Rennen
| Pos. | Fahrer          | Konstrukteur   | Runden | Stopps | Zeit        | Start | Schnellste Runde |
| ---- | --------------- | -------------- | ------ | ------ | ----------- | ----- | ---------------- |
| 01   | Jim Clark       | Lotus-Climax   | 32     | 0      | 2:23:34,800 | 02    | 4:12,9           |
| 02   | Jackie Stewart  | B.R.M.         | 32     | 0      | + 44,800    | 03    |                  |
| 03   | Bruce McLaren   | Cooper-Climax  | 31     | 0      | + 1 Runde   | 09    |                  |
| 04   | Jack Brabham    | Brabham-Climax | 31     | 0      | + 1 Runde   | 10    |                  |
| 05   | Graham Hill     | B.R.M.         | 31     | 0      | + 1 Runde   | 01    |                  |
| 06   | Richie Ginther  | Honda          | 31     | 0      | + 1 Runde   | 04    |                  |
| 07   | Mike Spence     | Lotus-Climax   | 31     | 0      | + 1 Runde   | 12    |                  |
| 08   | Joseph Siffert  | Brabham-B.R.M. | 31     | 0      | + 1 Runde   | 08    |                  |
| 09   | Lorenzo Bandini | Ferrari        | 30     | 0      | + 2 Runden  | 15    |                  |
| 10   | Dan Gurney      | Brabham-Climax | 30     | 2      | + 2 Runden  | 05    |                  |
| 11   | Jochen Rindt    | Cooper-Climax  | 29     | 1      | + 3 Runden  | 14    |                  |
| 12   | Lucien Bianchi  | B.R.M.         | 29     | 0      | + 3 Runden  | 17    |                  |
| 13   | Innes Ireland   | Lotus-B.R.M.   | 27     | 0      | + 5 Runden  | 16    |                  |
| 14   | Richard Attwood | Lotus-B.R.M.   | 26     | 1      | + 6 Runden  | 13    |                  |
| –    | Masten Gregory  | B.R.M.         | 12     | 0      | DNF         | 19    |                  |
| –    | Joakim Bonnier  | Brabham-Climax | 9      | 1      | DNF         | 07    |                  |
| –    | Ronnie Bucknum  | Honda          | 9      | 0      | DNF         | 11    |                  |
| –    | John Surtees    | Ferrari        | 5      | 0      | DNF         | 06    |                  |
| –    | Frank Gardner   | Brabham-B.R.M. | 3      | 1      | DNF         | 18    |                  |
| DNS  | Bob Anderson    | Brabham-Climax | –      | –      | –           |       | –                |
| DNS  | Willy Mairesse  | B.R.M.         | –      | –      | –           |       | –                |

## WM-Stände nach dem Rennen
Die ersten sechs des Rennens bekamen 9, 6, 4, 3, 2, 1 Punkte. Es zählten nur die sechs besten Ergebnisse aus zehn Rennen. In der Konstrukteurswertung zählten dabei nur die Punkte des bestplatzierten Fahrers eines Teams.

### Fahrerwertung
| Pos. | Fahrer          | Konstrukteur                | Punkte |
| ---- | --------------- | --------------------------- | ------ |
| 01   | Jim Clark       | Lotus-Climax                | 18     |
| 03   | Graham Hill     | B.R.M.                      | 15     |
| 02   | Jackie Stewart  | B.R.M.                      | 11     |
| 04   | John Surtees    | Ferrari                     | 9      |
| 05   | Bruce McLaren   | Cooper-Climax               | 8      |
| 06   | Lorenzo Bandini | Ferrari                     | 6      |
| 07   | Jack Brabham    | Brabham-Climax              | 3      |
| 08   | Mike Spence     | Lotus-Climax                | 3      |
| 09   | Joseph Siffert  | Brabham-B.R.M.              | 1      |
| 10   | Richie Ginther  | Honda                       | 1      |
| 11   | Joakim Bonnier  | Brabham-Climax              | 0      |
| 12   | Denis Hulme     | Brabham-Climax              | 0      |
| 13   | Paul Hawkins    | Lotus-Climax / Brabham-Ford | 0      |
| 14   | Bob Anderson    | Brabham-Climax              | 0      |

| Pos. | Fahrer          | Konstrukteur   | Punkte |
| ---- | --------------- | -------------- | ------ |
| 15   | Peter de Klerk  | Alfa Romeo     | 0      |
| 16   | Dan Gurney      | Brabham-Climax | 0      |
| 17   | Tony Maggs      | Lotus-B.R.M.   | 0      |
| 18   | Jochen Rindt    | Cooper-Climax  | 0      |
| 19   | Frank Gardner   | Brabham-B.R.M. | 0      |
| 20   | Lucien Bianchi  | B.R.M.         | 0      |
| 21   | Innes Ireland   | Lotus-B.R.M.   | 0      |
| 22   | Sam Tingle      | LDS-Alfa Romeo | 0      |
| 23   | Richard Attwood | Lotus-B.R.M.   | 0      |
| 24   | David Prophet   | Brabham-Ford   | 0      |
| –    | Masten Gregory  | B.R.M.         | 0      |
| –    | Ronnie Bucknum  | Honda          | 0      |
| –    | John Love       | Cooper-Climax  | 0      |
| –    | Mike Hailwood   | Lotus-B.R.M.   | 0      |

### Konstrukteurswertung
| Pos. | Konstrukteur   | Punkte |
| ---- | -------------- | ------ |
| 01   | B.R.M.         | 19     |
| 02   | Lotus-Climax   | 18     |
| 03   | Ferrari        | 12     |
| 04   | Cooper-Climax  | 8      |
| 05   | Brabham-Climax | 3      |
| 06   | Brabham-B.R.M. | 1      |

| Pos. | Konstrukteur   | Punkte |
| ---- | -------------- | ------ |
| 07   | Honda          | 1      |
| 08   | Brabham-Ford   | 0      |
| 09   | Alfa Romeo     | 0      |
| 10   | Lotus-B.R.M.   | 0      |
| 11   | LDS-Alfa Romeo | 0      |